# 你有念大學嗎？
《你有念大學嗎？》（英語：Hello Again!），2019年三立華人電視劇週日十點檔系列的第四十五部作品。由安心亞、禾浩辰、邵翔、邱宇辰、吳品潔領銜主演，以及桃園市私立啟英高級中學全體師生客串演出，創藝玖玖電影製作有限公司製作。於2018年11月13日開鏡，台視於2019年1月6日起晚上10點首播，三立都會台於1月12日起晚上10點播出，4月15日全劇殺青。劇末播出幕後花絮《浩艾LOVE U》播放漏網鏡頭，戲末後會在Vidol影音頻道上傳播出，接檔《高校英雄傳》。

## 播出時間

### 首播
| 頻道/影音  | 所在地              | 播出日期      | 播出時間                            | 備註                            |
| ---------- | ------------------- | ------------- | ----------------------------------- | ------------------------------- |
| 台視主頻   | 臺灣                | 2019年1月6日  | 每週日 22:00－23:30                 |                                 |
| Vidol      | 臺灣                | 2019年1月6日  | 每週日 23:30上架                    |                                 |
| 愛奇藝     | 臺灣                | 2019年1月7日  | 每週日 24:00上架                    |                                 |
| LINE TV    | 臺灣                | 2019年1月7日  | 每週日 24:00上架                    |                                 |
| 三立都會台 | 臺灣                | 2019年1月12日 | 每週六 22:00－23:30                 |                                 |
| 三立綜合台 | 臺灣                | 2020年8月20日 | 每週一至週五 20:00－21:00           |                                 |
| dimsum     | 马来西亚 · 新加坡 · | 2019年2月15日 | 每週六 22:30上线 （同步三立都會台） | 90分鐘版 簡中、英文、馬來文字幕 |
| Youtube    | 部分地區            | 2019年3月24日 | 每週日晚上更新                      | 90分鐘版 繁中、英文字幕         |
| Youtube    | 部分地區            | 2020年4月10日 | 未知更新時間                        | 90分鐘版 印度字幕               |
| Youtube    | 部分地區            | 2020年4月16日 | 未知更新時間                        | 60分鐘版 印度尼西亞字幕         |
| Youtube    | 部分地區            | 2020年6月10日 | 每週一至五 21:00上架                | 華八版 繁中字幕                 |
| 佳樂台     | 新加坡              | 2019年8月2日  | 星期一至五 23:00                    |                                 |
| viki       | 歐洲 · 美洲 · 印度  | 未知上架日期  |                                     | 90分鐘版 9種語言字幕            |

### 重播
| 頻道       | 所在地 | 播出日期                    | 播出時間                  |
| ---------- | ------ | --------------------------- | ------------------------- |
| 台視主頻   | 臺灣   | 2019年1月12日               | 每週六 23:45－01:20       |
| 台視主頻   | 臺灣   | 2019年1月13日               | 每週日 13:00－14:30       |
| 三立都會台 | 臺灣   | 2019年1月13日 （至3月24日） | 每週日 18:30－20:00       |
| 三立都會台 | 臺灣   | 2019年1月18日 （至3月22日） | 每週五 22:00－23:30       |
| 三立都會台 | 臺灣   | 2019年1月19日 （至3月23日） | 每週六 03:00－04:30       |
| 三立都會台 | 臺灣   | 2019年1月19日               | 每週六 18:30－20:00       |
| 三立都會台 | 臺灣   | 2020年6月10日               | 每週一至週五 20:00－21:00 |
| 三立都會台 | 臺灣   | 2020年6月11日               | 每週二至週五 00:00－01:00 |
| 三立都會台 | 臺灣   | 2020年6月11日               | 每週一至週五 13:00－14:00 |
| 三立都會台 | 臺灣   | 2020年6月11日               | 每週一至週五 18:00－19:00 |
| 三立綜合台 | 臺灣   | 2020年8月21日               | 每週一至週五 01:00-02:00  |
| 三立綜合台 | 臺灣   | 2020年8月21日 （至9月28日） | 每週一至週五 06:00-07:00  |
| 三立綜合台 | 臺灣   | 2020年8月21日 （至9月28日） | 每週一至週五 12:00-13:00  |

## 劇情大綱
距離大學指考倒數一百天，學霸常可艾（安心亞飾）與玩霸陽子浩（禾浩辰飾），兩人在高三下課時起了爭執，兩人下了豪賭，若是陽子浩與常可艾考上同所學校，她就要幫陽子浩背一年的書包！
沒意外的常可艾考上了第一志願，但是她家中發生變故，不得已只好放棄念大學的機會，進入職場陪媽媽在市場賣衣服...「你有念大學嗎？」成為她生命中的一個遺憾。而陽子浩因此遞補成為大學企管系的學生，他們兩個的人生就此逆轉...
十年後，兩人僅僅隔著一條街，卻是兩個不同世界，陽子浩成為「華麗百貨」的執行副總，而常可艾卻是在「天天市場」賣衣服的小攤販，他們再度相遇，是否想起十年前的那場賭注？
常可艾意外進了「華麗百貨」工作，她和陽子浩會意外變成情侶嗎？陽子浩的媽媽又會怎樣刁難常可艾呢？

## 演員列表

### 主要演員
| 演員   | 角色   | 介紹 | 登場集數 |
| 安心亞 | 常可艾 | 28歲，學霸，曾是天天市場服飾店攤販、華麗百貨二樓女裝品牌櫃姐及店長，因達到業績而升職為華麗百貨總經理機要秘書，也是現任華麗百貨的總經理夫人。陽子浩的妻子，梁子傑的表嫂，陽國滔、林芳婕的媳婦 天生聰明且功課好，在高中花了三年時間在準備考試，目標考上第一志願大學企管系，不過卻因家裡突遭變故必須幫忙賺錢還債，雖然如願考上最高學府，仍得放棄念大學，高中一畢業就得進入職場打工賺錢養家。10年來跟媽媽過著打工還債的日子，「你有念大學嗎？」成了她生命的遺憾，但被現實磨出韌性與堅強，樂觀正向過每一天，而那個10年前，調皮搗蛋不愛念書的隔壁班康樂股長陽子浩，被可艾氣到下賭注，現在竟成為大型企業華麗百貨的總經理。喜歡陽子浩，第12集成為陽子浩的女朋友。決定重返校園完成以前沒有完成的遺憾，考上K大企管系且為榜首。第16集和陽子浩在啟英高中舉辦校園婚禮。 | 全劇     |
| 禾浩辰 | 陽子浩 | 29歲，玩霸，華麗百貨前執行副總，現任華麗百貨總經理、接班人，常可艾的丈夫，梁子傑的表哥，卓瑛瑛的女婿 在高中時是校園風雲人物，不愛念書但其實很聰明，與常可艾打賭考上第一學府，不過常可艾卻因故放棄念大學，兩人在十年後再次相遇，常可艾竟是在市場裡的攤販，不過他卻鼓勵可艾，甚至幫助她成為華麗百貨的櫃姐。而能成為執行副總，是看見父親因百貨業績不佳被兩位阿姨刁難與苛責，一手扛起業績壓力，才創造出優秀表現獲得機會。喜歡常可艾，第12集成為常可艾的男朋友。第16集和常可艾在啟英高中舉辦校園婚禮。 | 全劇     |
| 邵翔   | 蔡小剛 | 32歲，有著「大哥」氣息的法扶會律師，為人重諾義氣溫暖。 守護可艾多年，始終不敢表白，默默守護可艾的好男人，也是她學習的榜樣。從小沒有父母，被親戚養大。少年時期曾加入幫派，甚至被關進少年觀護所，不過在輔導下，給自己一個全新的人生發憤考上第一志願法律系，而成為法扶會律師，也常常為社會伸張正義。第12集親手送常可艾去陽子浩的身邊，假裝跟簡貞怡在一起。第16集與啟英高中學務主任王語卉在路上發生誤會被過肩摔而一見鍾情，在陽子浩和常可艾的校園婚禮又與她相遇而在一起。 | 全劇     |
| 邱宇辰 | 梁子傑 | 28歲，林家次女林芳如之子，陽子浩的表弟，常可艾的表小叔，華麗百貨副總，性格溫暖、風趣，深具魅力，簡貞怡的男友 私底下與子浩感情不錯，枱面上兩人也很有默契地配合母親們的角力演出競爭戲碼。管理的女裝部門業績大幅下滑，子浩出手相救，因此很感激他。在可艾來到華麗百貨，對可艾使出最拿手的搭訕技巧，卻被打槍。而他也是蔡小剛的直屬學弟，兩人交情還不錯。喜歡簡貞怡，為了救蔡小剛而被阿強刺傷，也和生父老賈相認了。 | 全劇     |
| 吳品潔 | 簡貞怡 | 28歲，英文名字Jamie Chien，鉅邦銀行千金，旅美財經碩士、鋼琴家。是雙性戀、曾喜歡常可艾，後喜歡梁子傑，梁子傑的女友 從小被父母富養的天之驕女，長相美麗動人、氣質高雅脫俗。受邀回台進行文化交流，父親簡文義與陽子浩的母親林芳婕有意促成兩家聯姻，藉由鉅邦銀行的資助，解決華麗百貨財務上的燃眉之急，她認識了子浩，外界也謠傳兩人的關係，但其實喜歡的是可艾。第12集假裝跟蔡小剛在一起，到最後也漸漸的喜歡上子傑。 | 5-16     |

### 其他演員
| 演員   | 角色   | 介紹 | 登場集數              |
| 梅賢治 | 李健   | 29歲，陽子浩大學企管系同學，子浩的特助 常到華麗百貨對街的天天市場買菜，吃碗粿配魚丸湯，喜歡雯雯，也與市場的小販們也打成一片。 | 全劇                  |
| 鄭筠熹 | 江雯雯 | 24歲，天天市場的碗粿西施，之前被父親家暴，後搬到天天市場，和可艾服飾攤比鄰共生，兩人成了患難與共的好姊妹。很崇拜蔡小剛，但和李健打情罵俏中吵出一片情，後被他的深情所感動。現在在華麗百貨女裝品牌「Single Noble」當櫃姐。                                                                                      | 全劇                  |
| 地球   | 丹尼爾 | 30歲，華麗百貨二樓女裝品牌「Single Noble」櫃哥，有個不為人知的婚姻，是個單親爸爸。 | 1-8,10-15             |
| 江泳錡 | A辣    | 30歲，華麗百貨二樓女裝品牌「Single Noble」櫃姐。兩人並稱「Double A」。 | 1-8,10-15             |
| 梁妍甄 | A咪    | 30歲，華麗百貨二樓女裝品牌「Single Noble」櫃姐。兩人並稱「Double A」。 | 1-8,10-15             |
| 喬雅琳 | 李小恬 | 23歲，華麗百貨二樓女裝品牌「GD shop」櫃姐。 | 1-8,10,14             |
| 潘奕如 | 吳香吟 | 38歲，華麗百貨二樓霸道樓管，人稱樓管老妖，長時間獨處，除了上司之外，所有人都怕她。本來對常可艾沒好感，後來因為常可艾的努力，對她改觀。 | 2-5,13-14             |
| 王道南 | 陽國滔 | 55歲，林芳婕的丈夫，陽子浩的父親，常可艾的公公 華麗百貨前總經理。 | 1,3,13-15             |
| 米凱莉 | 林芳婕 | 51歲，陽國滔的妻子，陽子浩的母親，常可艾的婆婆 華麗百貨董事長、主要決策者，林家長女。 | 1-2,5,7-8,10-11,13-15 |
| 劉馨如 | 林芳如 | 48歲，林家次女，華麗百貨董事，佔25%股權，梁子傑的母親 非常看好常可艾與陽子浩之間的感情。 | 1,7-8,10-11,15        |
| 米娜   | 林芳瑜 | 45歲，林家三女，華麗百貨董事，佔25%股權 非常看好常可艾與陽子浩之間的感情。 | 1,7-8,10-11,15        |
| 胡佩蓮 | 卓瑛瑛 | 51歲，常可艾的媽媽，陽子浩的岳母 年輕時與丈夫合力經營了一間小小成衣廠，可艾十歲丈夫去世，獨自扶養可艾成人。但她不務正業的弟弟騙她作保，使得多年的努力、積蓄和工廠，一夕之間化為烏有，也害得可艾失去念大學的機會。和可艾在天天市場裡租了個服飾攤位，可艾賣衣服，她就在旁為顧客修改或加以設計，找回生命的意義。 | 1-4,6-9,13            |
| 林珮君 | 江麗花 | 50歲，江雯雯之母，年輕時被丈夫家暴，故搬到天天市場，後對虎爺有好感。在天天市場賣碗粿與魚丸湯。 | 1-4,8-9,13            |
| 龍天翔 | 虎爺   | 黑道老大，天天市場新任主委，原本對攤販很不友善、後來因為天天市場的大家救了他，便決定不加收租金，也喜歡上江麗花。 | 1,4,6-9,13            |

### 客串演員
| 演員   | 角色     | 介紹 | 登場集數 |
| 黃雅珉 | 校長     | 啟英高中校長。 | 1,16     |
| 詹佳儒 | 大頭     | 陽子浩高中同學。 | 1        |
| 茵芙   | 鄭茵茵   | 37歲，華麗百貨二樓女裝品牌「INDEX」前店長，是位高齡孕婦，後來不幸被丹尼爾意外撞傷，住院休養。                                                            | 1-4      |
| 龍劭華 | 姜董     | D.K.集團運動品牌的董事長。 | 3-4,8-9  |
| 洪博軒 | 討債小弟 | 因著常可艾舅舅的欠債，留給常可艾一家承擔，向常可艾討債長達十年，已經培養出一點感情，但因為後來老大被抓去關，於是小弟改邪歸正，重新做人。                 | 1-3      |
| 林鴻翔 | 賈叔     | 林芳婕的特助及司機，林芳如婚後的外遇對象。梁子傑生父，因梁子傑被阿強刺傷，為了需要符合特殊輸血挺身而出並父子相認。                                       | 5,15-16  |
| 張懷   | 鄭小姐   | 議長的女兒，華麗百貨VVIP，因為想引起爸爸的注意，而到華麗百貨偷東西，卻被常可艾逮到。                                                                     | 5        |
| 洵彬   | 小六     | 虎爺得力的左右手。覺得女人好欺負，所以常攻擊女人，因此被虎爺教訓。後在虎爺等人被阿強追殺時，壯烈犧牲。                                                   | 6-8      |
| 黃辰邑 | 小弟     | 虎爺得力的左右手。後在虎爺等人被阿強追殺時，壯烈犧牲。                                                                                                   | 6-8      |
| 劉濟民 | 議長     | 台北市議長，因為平日工作忙碌，所以對女兒的關照不周，使得女兒到華麗百貨偷竊引起注意。事後卻獲邀出席華麗百貨VIP封館特賣。                                  | 7        |
| 未知   | 議長夫人 | 議長的妻子。 | 7        |
| 羅潤財 | 阿強     | 江麗花前夫，但當初江麗花其實是小三，兩人私生江雯雯。偶然找到江麗花而對其大打出手，也跟虎爺有恩怨。後來找上蔡小剛而復仇時，卻誤傷梁子傑，同時被保全拘捕。 | 13-15    |
| 邵志項 | 陳老闆   | 阿強的手下。被阿強指派用計陷害江麗花和江雯雯母女倆，後來被蔡小剛和簡貞怡出面教訓一頓，行動失敗。                                                         | 14       |
| 張勛傑 | 江力揚   | 常可艾的教授。 | 16       |
| 黃甄妮 | 王語卉   | 啟英高中學務主任，曾與蔡小剛在路上發生誤會，在陽子浩和常可艾的校園婚禮又與蔡小剛相遇而對他產生好感。                                                     | 16       |

## 電視劇歌曲
| 曲別   | 歌名              | 演唱者       | 作詞                        | 作曲                                  |
| 片頭曲 | Chillaxing 輕樂心 | 安心亞       | 崔惟楷                      | Caroline Gustavsson、DAICHI、Youwhich |
| 片尾曲 | 怎麼了            | 周興哲       | 吳易緯、周興哲              | 周興哲                                |
| 插曲   | 如果雨之後        | 周興哲       | 吳易緯、周興哲              | 周興哲                                |
| 插曲   | 以後別做朋友      | 周興哲       | 吳易緯、周興哲              | 周興哲                                |
| 插曲   | Nobody But Me     | 周興哲       | 周興哲、Brooke Toia、于京延 | 周興哲、于京延                        |
| 插曲   | 永不失聯的愛      | 周興哲       | 饒雪漫                      | 周興哲                                |
| 插曲   | 說聲我愛你        | 小潘潘、齊晨 | 王麒龍                      | 王麒龍                                |

## 各集標題
| 集數   | 台視首播日期  | 標題                                                                                       |
| 1      | 2019年1月6日  | 一場從高中就開始，學霸與玩霸之間的征戰與愛戀，華麗演繹出新版「麻雀變鳳凰」！               |
| 2      | 2019年1月13日 | 陽子浩扛下常家債務，要求可艾進入華麗百貨，一場貴公子的「整」救計畫，正式開始！             |
| 3      | 2019年1月20日 | 子浩進化「我扛哥2.0版」，把常可艾扛去約會，淘氣貴公子的「整」救計畫，讓我們繼續看下去！    |
| 4      | 2019年1月27日 | 「5000萬之約」讓可艾和子浩這對「我扛CP」扛下賭注，華麗百貨女裝部拯救計畫開始!              |
| 特別篇 | 2019年2月3日  | 年假總複習                                                                                 |
| 5      | 2019年2月10日 | 5000萬業績還沒達成，子浩跟可艾這對「我扛CP」就將面臨華麗女裝部對可艾的反彈與排擠!          |
| 6      | 2019年2月17日 | 子浩跟可艾這對「我扛CP」要如何創造業績?還要解決虎哥的威脅?簡貞怡的出現，是福是禍?          |
| 7      | 2019年2月24日 | 「不經一番寒澈苦，哪得熱吻撲鼻香?」看「我扛CP」將上演最浪漫的「王子公主式冠軍之吻」!       |
| 8      | 2019年3月3日  | 「我扛CP」的冠軍之吻吹起四角戀情「剛浩貞艾戀」近身肉搏戰的號角，第一回合究竟誰能勝出?      |
| 9      | 2019年3月10日 | 經歷「我扛CP」的冠軍之吻和四角戀「剛浩貞艾戀」的近身肉搏戰後，子浩能向可艾告白成功嗎?      |
| 10     | 2019年3月17日 | 原來可艾一樣是「母胎單身」！可艾塵封已久的「愛情天線」打開，「浩艾CP」將天雷勾動地火嗎?    |
| 11     | 2019年3月24日 | 陽子浩以為十年苦戀將『開花結果』，卻被流言蜚語一棒打回原形！可艾等到失去了才知道真愛可貴！ |
| 12     | 2019年3月31日 | 「人體暖暖包」小剛哥想要將可艾與子浩「送作堆」，簡蕾絲會善罷甘休嗎？                       |
| 13     | 2019年4月7日  | 老天爺在你面前關上一扇窗，或許會偷偷幫你打開另一扇門。                                     |
| 14     | 2019年4月14日 | 『格差戀』的愛情，需要面臨哪些磨難？還是，其實是自己的心魔在折磨自己？                     |
| 15     | 2019年4月21日 | 『屋漏偏逢連夜雨』還不夠，『禍起蕭牆』更頭痛！「浩艾CP」要如何解決『茶壺裡的風暴』？       |
| 16     | 2019年4月28日 | 可艾重返大學校園，滿滿的帥歐巴跟小鮮肉虎視眈眈子浩該如何處置？                             |

## 收視率

### 台視週日首播收視率
| 臺灣 臺灣電視台 首播收视率 （AC尼爾森） |               |        |      | |
| 集數                                    | 播出日期      | 收视率 | 排名 | 備註 |
| 1                                       | 2019年1月6日  | 1.32   | 1    | 4-14歲觀眾收視率1.20 15-24歲觀眾收視率1.96 25歲以上觀眾收視1.24 1/12三立重播收視率0.73                                                          |
| 2                                       | 2019年1月13日 | 1.48   | 1    | 4-14歲觀眾收視率1.36 15-24歲觀眾收視率0.98 25歲以上觀眾收視1.57 1/19三立重播收視率0.82                                                          |
| 3                                       | 2019年1月20日 | 1.39   | 1    | 4-14歲觀眾收視率1.15 15-24歲觀眾收視率1.66 25歲以上觀眾收視1.38                                                                                 |
| 4                                       | 2019年1月27日 | 1.37   | 1    | 4-14歲觀眾收視率1.15 15-24歲觀眾收視率1.69 25歲以上觀眾收視1.35                                                                                 |
| SP                                      | 2019年2月3日  | -      | -    | 春節期間特別播出《年假總複習》 無收視率調查 |
| 5                                       | 2019年2月10日 | 1.34   | 1    | 15-24歲觀眾收視率2.05 25歲以上觀眾收視1.34 |
| 6                                       | 2019年2月17日 | 1.39   | 1    | 15-24歲觀眾收視率1.67 25歲以上觀眾收視1.41 2/23三立重播收視率0.66                                                                               |
| 7                                       | 2019年2月24日 | 1.60   | 1    | 有效平均收視1.78 45至54歲女性收視高達3.20 工作女性收視2.50 15至24歲女性收視2.36 4-14歲觀眾收視率1.11 15-24歲觀眾收視率1.35 25歲以上觀眾收視1.71 |
| 8                                       | 2019年3月3日  | 1.45   | 1    | 4-14歲觀眾收視率1.08 15-24歲觀眾收視率1.21 25歲以上觀眾收視1.54 3/9三立重播收視率0.88                                                           |
| 9                                       | 2019年3月10日 | 1.58   | 1    | 15-24歲觀眾收視率1.60 25歲以上觀眾收視率1.66 3/16三立重播收視率0.69                                                                             |
| 10                                      | 2019年3月17日 | 1.39   | 1    | 15-24歲觀眾收視率1.20 25歲以上觀眾收視率1.51 3/23三立重播收視率0.70                                                                             |
| 11                                      | 2019年3月24日 | 1.46   | 1    | 15-24歲觀眾收視率1.10 25歲以上觀眾收視率1.57 3/30三立重播收視率                                                                                 |
| 12                                      | 2019年3月31日 | 1.28   | 2    | 15-24歲觀眾收視率0.78 25歲以上觀眾收視率1.43 |
| 13                                      | 2019年4月7日  | 1.14   | 2    | 15-24歲觀眾收視率1.06 25歲以上觀眾收視率1.24 |
| 14                                      | 2019年4月14日 | 1.31   | 2    | 15-24歲觀眾收視率1.78 25歲以上觀眾收視率1.34 |
| 15                                      | 2019年4月21日 | 1.28   | 2    | 15-24歲觀眾收視率1.75 25歲以上觀眾收視率1.29 |
| 16                                      | 2019年4月28日 | 1.63   | 1    | 15-24歲觀眾收視率1.83 25歲以上觀眾收視率1.68 感動最終回                                                                                         |
| 平均收視率                              | 平均收視率    | 1.40   |      | |

1. 同时段或交叉时段主要节目：
  - 東森綜合台《艾蜜麗的五件事》／《愛情白皮書》／《綜藝大熱門》／《2分之一強》
  - 三立台灣台《超級紅人榜》
  - 民視無線台《雙城故事》／《薛丁格的貓》／《台灣的聲音》／《老鼠捧茶請人客》
  - 中視《中餐廳》／《天籟之戰 (第二季)》
  - 華視《公主我來了》／《華視金選劇場》
  - 公視《疑霧公堂》／《我們與惡的距離》／《業務員之死》
2. 数据由AGB尼爾森調查，調查範圍是四歲以上收看電視之觀眾。
3. 資料來源：台灣-偶像劇場、凱絡媒體週報。

## 製作團隊
- 導演：
  - 柳廣輝（第1集）
  - 柳廣輝、余蒨蒨（第2-3集）
  - 余蒨蒨（第4-13集）
  - 余蒨蒨、吳蒙恩（第14-16集）
- 總監：楊秋蘭、王淑娟
- 監製：孫證荃
- 台視企劃：楊秉儒
- 製作人：張曼娜、陳永來
- 編劇：
  - 陸亦華（第1集）
  - 陸亦華、王宥蓁（第2集）
  - 陸亦華、王宥蓁、陳群（第3,5集）
  - 王宥蓁（第4集）
  - 陸亦華、藍夢荷、麥智埕、王宥蓁（第6-7集）
  - 陳群、藍夢荷、麥智埕、王宥蓁（第8-9集）
  - 陸亦華、陳群、馬千代、藍夢荷、麥智埕、王宥蓁（第10-12集）
  - 藍夢荷、麥智埕、王宥蓁（第13-16集）
- 製作公司：三立電視、創藝玖玖電影製作有限公司
- 冠名贊助
  - 台視：大誠保險經紀人
  - 三立都會台：生活法式蘑菇濃湯
  - Vidol影音：堅果美一天
  - 三立都會台（華八版）：船井burner極纖錠（第1集-第15集）、船井burner夜孅胺基酸（第16集-第25集）
  - 三立都會台（重播版）：紐奇肌面膜（第1集至今）

## 大事記

### 2018年
- 11月13日，《你有念大學嗎？》開鏡。
- 12月8日，釋出首篇、第二篇前導Teaser - 安心亞篇、禾浩辰篇。[3][4]
- 12月9日，釋出第三篇前導Teaser - 三人篇。[5]
- 12月10日，釋出第四、五篇前導Teaser - 常可艾篇、陽子浩篇，首篇劇情預告 - 學霸玩霸PK篇。[6][7][8]
- 12月11日，舉行拍攝現場直擊記者會。
- 12月13日，釋出第二篇劇情預告 - 可艾跑路篇。[9]
- 12月21日，釋出第三篇劇情預告 - 綁架篇。[10]
- 12月28日，釋出第四篇劇情預告 - 怕蟑螂篇。[11]

### 2019年
- 1月3日，台視舉辦首映會。[12]
- 1月6日，台視首播。
- 1月10日，三立都會台舉辦線上特映會。[13]
- 1月12日，三立都會台首播。
- 4月15日，全劇殺青。
- 4月16日，舉辦殺青酒。[14]
- 4月27日，於三立電視舉辦「大學畢業典禮歡迎你」見面會。[15]
- 4月28日，台視播出最終回。[16][17]
- 5月4日，三立都會台播出最終回。

## 拍攝場景

### 台北市
- 台北市大同區 迪化街永樂市場
- 台北市信義區 新光三越
- 台北市中山區 美麗華百樂園

### 新北市
- 新北市林口區 醒吾科技大學

### 桃園市
- 桃園市蘆竹區 開南大學
- 桃園市中壢區 私立啟英高級中學
- 桃園市中壢區 元智大學

## 外部連結
- 官方网站－台視
- 官方网站－三立
- 三立華劇的Facebook專頁
- 三立華劇的Instagram帳戶
- YouTube上的三立華劇頻道
- 你有念大學嗎？ （页面存档备份，存于）－Vidol
- 你有念大學嗎？ （页面存档备份，存于）－LINE TV
- 你有念大學嗎？（繁中、英文字幕） （页面存档备份，存于）－Youtube
- 你有念大學嗎？（印度字幕）－Youtube
- 你有念大學嗎？（印度尼西亞字幕）－Youtube

## 作品的變遷
| 臺灣 台視主頻 每週日 22:00－23:30 | 臺灣 台視主頻 每週日 22:00－23:30                        | 臺灣 台視主頻 每週日 22:00－23:30  |
| --- | -------------------------------------------------------- | ---------------------------------- |
| | 你有念大學嗎？ （2019年1月6日－2019年4月28日）           |                                    |
| 高校英雄傳 （2018年8月19日－2018年12月2日）植劇場：荼蘼（重播） （22:00 - 24:00） （2018年12月9日－2018年12月30日） （1月6日起改為23:45 - 00:45播出） | 月村歡迎你 （2019年5月5日－2019年9月1日）                |                                    |
| 每週一至週五22:00-24:00 10/18 23:00-24:00 10/22 10/29 11/05 22:00-23:00（因播出極島冒險2）                                                            |                                                          |                                    |
| 三明治女孩的逆襲(重播) （2021年9月28日－2021年10月18日）                                                                                              | 你有念大學嗎？（重播） （2021年10月18日－2021年11月5日） | 愛上哥們(重播) （2021年11月8日－） |

| 臺灣 三立都會台 每週六 22:00－23:30                                                         | 臺灣 三立都會台 每週六 22:00－23:30                     | 臺灣 三立都會台 每週六 22:00－23:30               |
| ------------------------------------------------------------------------------------------- | ------------------------------------------------------- | ------------------------------------------------- |
|                                                                                             | 你有念大學嗎？ （2019年1月12日－2019年5月4日）          |                                                   |
| 高校英雄傳 （2018年8月25日－2018年12月8日） 愛玩客（重播） （2018年12月15日－2019年1月5日） | 月村歡迎你 （2019年5月11日－2019年9月7日）              |                                                   |
| 每週五 22:00－23:30                                                                         |                                                         |                                                   |
| 愛玩客（重播） （2018年12月21日－2019年1月11日）                                            | 你有念大學嗎？（重播） （2019年1月18日－2019年3月22日） | 一千個晚安 （2019年3月29日－2019年8月9日）        |
| 每週一至週五 20:00 - 21:00                                                                  |                                                         |                                                   |
| 兩個爸爸（重播） （2020年2月28日－2020年6月9日）                                            | 你有念大學嗎？（重播） （2020年6月10日－2020年7月14日） | 我的青春沒在怕 （2020年7月15日－2020年10月6日）   |
| 每週五 22:00－23:30                                                                         |                                                         |                                                   |
| 未來媽媽 （2020年11月27日－2021年3月12日）                                                  | 你有念大學嗎？（重播） （2021年3月19日－2021年7月2日）  | 未來媽媽（重播） （2021年7月9日－2021年10月15日） |

| 臺灣 三立綜合台 每週五 22:00－23:30          | 臺灣 三立綜合台 每週五 22:00－23:30                      | 臺灣 三立綜合台 每週五 22:00－23:30                 |
| -------------------------------------------- | -------------------------------------------------------- | --------------------------------------------------- |
|                                              | 你有念大學嗎？ （2019年3月8日－2019年6月21日）           |                                                     |
| 我的未來男友 （2019年2月1日－2019年3月1日）  | 後菜鳥的燦爛時代 （2019年6月28日－2019年10月18日）       |                                                     |
| 每週六 20:00－22:00                          |                                                          |                                                     |
| 月村歡迎你 （2019年8月31日－2019年12月28日） | 你有念大學嗎？（重播） （2019年12月28日－2020年3月28日） | 網紅的瘋狂世界 （2020年3月28日－2020年7月18日）     |
| 每週一至週五 20:00 - 21:00                   |                                                          |                                                     |
| 兩個爸爸 （2020年5月11日－2020年8月19日）    | 你有念大學嗎？（重播） （2020年8月20日－2020年9月25日）  | 月村歡迎你（重播） （2020年9月28日－2020年11月9日） |

| 新加坡 佳乐台 “11点人气剧”剧场           | 新加坡 佳乐台 “11点人气剧”剧场              | 新加坡 佳乐台 “11点人气剧”剧场 |
| ---------------------------------------- | ------------------------------------------- | ------------------------------ |
|                                          | 你有念大學嗎？ (2019年8月1日-2019年8月27日) |                                |
| 我只喜歡你 (2019年6月14日-2019年8月1日） | 強風吹拂 （2019年8月28日-2019年10月4日）    |                                |

| 三立國際台 每周六 晚上22:00 - 24:00        | 三立國際台 每周六 晚上22:00 - 24:00            | 三立國際台 每周六 晚上22:00 - 24:00 |
| ------------------------------------------ | ---------------------------------------------- | ----------------------------------- |
|                                            | 你有念大學嗎？ （2022年7月2日－2022年9月24日） |                                     |
| 高校英雄傳 （2022年4月2日－2022年6月25日） | 月村歡迎你 （2022年10月1日－2023年1月21日）    |                                     |